# Stéphane Nomis
Stéphane Nomis, né le 23 octobre 1970 à Versailles, est ancien judoka français, membre des équipes de France de 1990 à 1999, devenu entrepreneur en créant Ippon Technologies. Il s'investit également dans l'associatif en créant la Fondation Ippon qui lutte contre la fracture numérique.
Depuis novembre 2020, il est Président de la Fédération française de judo.

## Carrière sportive
De 1990 à 1999, Stéphane Nomis est interne de l'INSEP et membre de l'équipe de France de Judo sous la direction de René Rambier.
Il ne parvient pas à s'imposer aux Championnats d'Europe 1997 en Belgique en −86 kg.
En 1998, le changement des catégories de poids l'oblige à descendre en −81 kg dans la catégorie de Djamel Bouras. Arrivé en finale des championnats de France et après une médaille de bronze au tournoi de Paris, il se qualifie pour la seconde fois aux Championnats d'Europe.
Il met un terme à sa carrière sportive en 1999, après près de 10 ans en équipe de France.

### Clubs
- 1977—1985 : CSM Clamart
- 1985—2004 : SCM Chatillon
- 1991—1994 : JC Longjumeau
- 1994—1995 : Racing Club de France
- 1995—1999 : Paris judo

### Palmarès

#### 1993
- 1er Championnats de France 2e Division - 86 kg
- 1er Championnats de Universitaire 1er Division - 86 kg

#### 1994
- 2e World Cup de Birmingham (Angleterre), - 86 kg
- 1er Tournoi de Vizé (Belgique), -86 kg

#### 1995
- 2e Championnats de France 1re Division, - 86 kg

#### 1996
- 2e Champion d'Europe par équipe de club (Paris Judo)
- 1re World Cup de Bâle (Suisse), - 86 kg
- 2e Championnats de France 1re Division, - 86 kg

#### 1997
- 2e Champion d'Europe par équipe club de (PSG)
- 5e Championnat d'Europe (Oostend, Belgique), - 86 kg
- 2e Grand Chelem de Munich (Allemagne), -86 kg
- 1re Jeux de la Francophonie (Madagascar), - 86 kg[2]
- 2e Jeux Méditerranéens (Bari, Italie), - 86 kg
- 5e Tournoi de Rome (Italie), - 86 kg
- 2e World Masters (Munich, Allemagne), −86 kg
- 3e World Cup de Leonding (Autriche), - 86 kg
- 2e Championnats de France 1re Division, - 81 kg

#### 1998
- 2e Championnat d'Europe par équipe de Nation (France)
- 3e Grand Chelem de Paris (France), -81 kg
- 1re World Cup de Varsovie (Pologne), - 81 kg
- 2e Grand Chelem de Munich (Allemagne), -86 kg
- 7e Championnat d'Europe (Oviedo, Espagne), - 81 kg

## Carrière d'entrepreneur
En 1999, Stéphane Nomis décroche un poste de commercial qui lui permet de se former sur le terrain. En 2002, il crée Ippon Technologies, société de service en ingénierie informatique. Le cabinet est désormais présent à Paris, New York, Washington, Richmond, Moscou, Nantes, Bordeaux, Lyon, Toulouse, Lille et Melbourne et compte aujourd'hui plus de 500 consultants (architectes, UX Designers, experts, Scrum Masters, Product Owner, Ingénieur Cloud & Devops).
Il a choisi d'implanter sa société notamment au Maroc, en raison de la langue, de la proximité avec la France et du bas coût des salaires.
En 2008, il lance avec un associé, la franchise Supinfo Maroc qui compte deux campus : Casablanca et Rabat.
En 2013, il investit dans une salle de spectacle-restaurant sur une péniche à Paris : La nouvelle Seine.

## Activités associatives

### Domaine caritatif

#### Fondation
En 2016, il crée la Fondation Ippon afin de réduire la fracture numérique en France et en Afrique. En 2018, douze classes sont lancées dans différents États (Cameroun, Togo, Sénégal, etc.). Concrètement, les ingénieurs installent le matériel (ordinateur, électricité, internet) puis forment les professeurs. Didier Drogba est vice-président. Lors de la pandémie de Covid-19, la fondation met à disposition d'enfants de Grigny, ville où Stéphane Nomis a vécu, 100 ordinateurs, déjà installés et configurés.
De nombreuses actions sont aussi développées aussi sur le territoire français notamment à Bordeaux ou en Île-de-France.

#### Pacte de performance
En décembre 2016, Stéphane Nomis est élu président de d’Athlètes et partenaires. Cette association regroupe les entreprises ayant souscrit au Pacte de performance lancé par Thierry Braillard en 2014 et dont le but est de recruter, par exemple, en CDI, des athlètes sélectionnables aux jeux olympiques et paralympiques.

### Domaine sportif
En 2012, Stéphane Nomis devient président du club de Judo « Flam 91 », alors 10e club de France[réf. nécessaire]. Il déclare souhaiter repositionner le club dans le haut niveau ce qui passe par le fait de « recruter de nouveaux athlètes, (...) aller chercher des partenaires, qu'ils soient publics ou privés ». L'année suivante, Flam91 devient le 3e club de France et le 1er club juniors,.
En 2020, il est candidat à la présidence de la Fédération française de judo, face au président sortant Jean-Luc Rougé. Le 22 novembre, il est élu président de la Fédération française de judo avec 59,99 % des suffrages,.
La fédération dont il arrive à la tête, prend de plein fouet la fermeture des clubs depuis le reconfinement due à la pandémie de covid-19, doit faire face aux difficultés économiques de la structure fédérale et des clubs, et espère faire revenir sur les tatamis les judokas après cette crise,.
À la suite du renouvellement de la direction de la fédération, le journal L’Équipe du 8 janvier 2021 révèle la gestion désastreuse de la Fédération Française de Judo.  Ce constat se  base sur deux rapports, l’un de la Cour des Comptes et l’autre du ministère des Sports,,.
Dans un entretien paru dans L’Esprit du Judo, Stéphane Nomis évoque les obstacles auxquels il est confronté, les premières actions entreprises, le choix des hommes et des femmes qui vont compter, les doutes et les espoirs sur la pandémie, les difficultés économiques, l’avenir à court et moyen termes. Refaire du judo « l’élève modèle des fédérations ».
Sous sa direction, la fédération lance le projet des « 1000 dojos » qui vise à implanter 1000 dojos dans des quartiers prioritaires de la politique de la ville.
En juin 2023, courrier signé « collectif judo », composé de neuf personnes, est envoyé à la ministre Amélie Oudéa-Castéra  pour la saisir sur la gouvernance de Stéphane Nomis et de possibles conflits d'intérêts.

## Distinctions
- 2023 :  Chevalier de la Légion d'honneur[25]